# Sportstätte
Sportstätte ist ein Sammelbegriff für sämtliche Gebäude und Einrichtungen, die zur Ausübung von einer oder mehreren Sportarten dienen. Meist gehören zu Sportstätten neben den Anlagen zur sportlichen Betätigung auch Tribünen für Zuschauer.
Die ältesten Sportstätten stammen aus der Zeit der griechischen Antike, wie beispielsweise das Stadion von Olympia, Griechenland, wo von 776 v. Chr. bis 393 n. Chr. alle vier Jahre die Olympischen Spiele der Antike stattfanden.
Die bekanntesten Sportstätten des römischen Reichs sind der Circus Maximus in Rom, wo Wagenrennen und Gladiatorenkämpfe ausgetragen wurden, und das Kolosseum in Rom, in dem ebenfalls Gladiatoren gegeneinander antraten.
Heute gibt es eine Vielzahl verschiedener Sportstätten. Die Bandbreite reicht von einfachen Turnhallen, über Schwimmbäder (Frei- und Hallenbäder), Eisstadien und Sportplätze bis hin zu riesigen Fußballstadien und Veranstaltungshallen, die Platz für über 100.000 Zuschauer bieten können.
Viele größere Sportstätten werden heute nicht nur für Sportveranstaltungen genutzt, sondern häufig auch für Konzerte, Messen und Ähnliches. 

## Einige bekannte Sportstätten
- das Olympiastadion in München (Kapazität: 66.000 Plätze)
- das Olympiastadion in Berlin (76.000 Plätze)
- das Westfalenstadion in Dortmund (83.000 Plätze)
- das Old Trafford Stadium in Manchester (68.000 Plätze)
- das Estadio Santiago Bernabéu in Madrid
- das Maracanã in Rio de Janeiro, Brasilien, in dem 1950 ca. 200.000 Zuschauer das letzte Spiel der Fußballweltmeisterschaft verfolgten
- die Abfahrtsstrecke am Hahnenkamm in Kitzbühel, Österreich